# Dasenech (woreda)
Pour les articles homonymes, voir Dasenech.
Dasenech est un woreda du sud de l'Éthiopie situé dans la zone Debub Omo. Partie sud de l'ancien woreda Kuraz ce district porte le nom des Dassanetchs. Il compte 52 708 habitants en 2007 et se rattache à la région des nations, nationalités et peuples du Sud jusqu'au transfert de la zone dans la région Éthiopie du Sud en août 2023. Son chef-lieu est Omorate.
Situé au débouché de l'Omo dans le lac Turkana, le district est frontalier du Kenya et du Triangle d'Ilemi.
|                    | Nyangatom     |         |
| (Triangle d'Ilemi) | Dasenech      | Hamer   |
|                    | (lac Turkana) | (Kenya) |

Le recensement national de 2007 fait état de 52 708 habitants dans le district dont 4 % de citadins qui sont les 2 361 habitants d'Omorate. La majorité des habitants (82 %) sont de religions traditionnelles africaines, 7 % sont orthodoxes, 6 % sont protestants et 3 % sont musulmans.
En 2022, la population du district est estimée à 71 846 personnes avec une densité de population de 34 personnes par km2 et 2 102 km2 de superficie.